# Ella Fitzgerald and Billie Holiday at Newport
Ella Fitzgerald and Billie Holiday at Newport (с англ. — «Элла Фицджеральд и Билли Холидей в Ньюпорте») — совместный концертный альбом Эллы Фицджеральд и Билли Холидей, выпущенный на лейбле Verve Records в 1958 году под студийным номером MGV-8234. Записи были сделаны 4, 5 и 6 июля 1957 года на джазовом фестивале в Ньюпорте.
Альбом включает песни в исполнении Фицджеральд (в основном, композиции с её последних альбомов и, в частности, Ella Fitzgerald Sings the Rodgers & Hart Songbook) и Холидей. В 2000 году Verve перевыпустили запись в формате CD, в новую версию также вошли дополнительные композиции в исполнении Кармен Макрей.

## Список композиций
| №                   | Название                             | Текст песни                             | Музыка                       | Длительность |
| ------------------- | ------------------------------------ | --------------------------------------- | ---------------------------- | ------------ |
| 1.                  | «This Can’t Be Love»                 | Лоренц Харт                             | Ричард Роджерс               | 1:44         |
| 2.                  | «I Got It Bad (and That Ain’t Good)» | Пол Уэбстер                             | Дюк Эллингтон                | 4:27         |
| 3.                  | «Body and Soul»                      | Роберт Саур, Эдвард Хейман, Фрэнк Эйтон | Джонни Грин                  | 4:28         |
| 4.                  | «April in Paris»                     | Ип Харбург                              | Вернон Дюк                   | 4:02         |
| 5.                  | «I’ve Got a Crush on You»            | Айра Гершвин                            | Джордж Гершвин               | 2:26         |
| 6.                  | «Air Mail Special»                   | Джимми Манди                            | Бенни Гудмен, Чарльз Крисчен | 4:34         |
| 7.                  | «I Can’t Give You Anything But Love» | Дороти Филдс                            | Джимми Макхью                | 7:00         |
| Общая длительность: | Общая длительность:                  | Общая длительность:                     | Общая длительность:          | 31:22        |

| №                   | Название                         | Текст песни                       | Музыка              | Длительность |
| ------------------- | -------------------------------- | --------------------------------- | ------------------- | ------------ |
| 8.                  | «Nice Work If You Can Get It»    | Айра Гершвин                      | Джордж Гершвин      | 2:39         |
| 9.                  | «Willow Weep for Me»             | Энн Ронелл                        | Энн Ронелл          | 3:10         |
| 10.                 | «My Man»                         | Чаннинг Поллок, Альберт Виллеметц | Морис Ивэйн         | 3:32         |
| 11.                 | «Lover, Come Back to Me»         | Оскар Хаммерстайн II              | Зигмунд Ромберг     | 2:07         |
| 12.                 | «Lady Sings the Blues»           | Херби Николз                      | Билли Холидей       | 3:02         |
| 13.                 | «What a Little Moonlight Can Do» | Гарри Вудз                        | Гарри Вудз          | 3:19         |
| Общая длительность: | Общая длительность:              | Общая длительность:               | Общая длительность: | 17:49        |

Издание Verve Records 2000 года в формате CD:
| №                   | Название                                             | Текст песни         | Музыка                       | Длительность |
| ------------------- | ---------------------------------------------------- | ------------------- | ---------------------------- | ------------ |
| 1.                  | «This Can’t Be Love»                                 |                     |                              | 1:44         |
| 2.                  | «I Got It Bad (and That Ain’t Good)»                 |                     |                              | 4:27         |
| 3.                  | «Body and Soul»                                      |                     |                              | 4:28         |
| 4.                  | «Too Close for Comfort»                              | Джордж Вайс         | Джерри Бок                   | 2:30         |
| 5.                  | «Lullaby of Birdland»                                | Джордж Вайс         | Джордж Ширинг                | 2:23         |
| 6.                  | «I’ve Got a Crush on You»                            |                     |                              | 2:26         |
| 7.                  | «I’m Gonna Sit Right Down and Write Myself a Letter» | Джо Янг             | Фред Е. Ахлерт               | 2:26         |
| 8.                  | «April in Paris»                                     |                     |                              | 4:02         |
| 9.                  | «Air Mail Special»                                   | Джимми Манди        | Бенни Гудмен, Чарльз Крисчен | 4:34         |
| 10.                 | «I Can’t Give You Anything But Love»                 |                     |                              | 7:00         |
| 11.                 | «Nice Work If You Can Get It»                        |                     |                              | 2:39         |
| 12.                 | «Willow Weep for Me»                                 |                     |                              | 3:10         |
| 13.                 | «My Man»                                             |                     |                              | 3:32         |
| 14.                 | «Lover, Come Back to Me»                             |                     |                              | 2:07         |
| 15.                 | «Lady Sings the Blues»                               |                     |                              | 3:02         |
| 16.                 | «What a Little Moonlight Can Do»                     |                     |                              | 3:19         |
| 17.                 | «I’ll Remember April»                                | Патрисия Джонстон   | Джин Де Пол                  | 2:44         |
| 18.                 | «Body and Soul»                                      |                     |                              | 3:34         |
| 19.                 | «Skyliner» (Carmen McRae introduces)                 |                     |                              | 0:18         |
| 20.                 | «Skyliner»                                           | Чарли Барнет        | Чарли Барнет                 | 2:44         |
| 21.                 | «Midnight Sun» (Carmen McRae introduces)             |                     |                              | 1:03         |
| 22.                 | «Midnight Sun»                                       | Джонни Мёрсер       | Сонни Бёрк, Лайонел Хэмптон  | 4:12         |
| 23.                 | «Our Love is Here to Stay»                           | Айра Гершвин        | Джордж Гершвин               | 3:14         |
| 24.                 | «Perdido»                                            | Эрвин Дрейк         | Хуан Тизол                   | 2:47         |
| Общая длительность: | Общая длительность:                                  | Общая длительность: | Общая длительность:          | 74:25        |

## Участники записи
Треки 1—10:
- Элла Фицджеральд — вокал.
- Дон Эбни — фортепиано.
- Уэнделл Маршалл — контрабас.
- Джо Джонс — барабаны.

Треки 11—16:
- Билли Холидей — вокал.
- Мэл Уолдрон — фортепиано.
- Джо Бенджамин — контрабас.
- Джо Джонс — барабаны.

Треки 17—24:
- Кармен Макрей — вокал, фортепиано.
- Джуниор Манс, Рэй Брайант — фортепиано.
- Айк Айзекс — контрабас.
- Джимми Кобб, Спекс Райт — барабаны.